# Foersteria antoniae
Foersteria antoniae är en nässeldjursart som beskrevs av Gili, Bouillon, Pagès, Palanques, Puig och Heussner 1998. Foersteria antoniae ingår i släktet Foersteria och familjen Mitrocomidae. Inga underarter finns listade i Catalogue of Life.